# Sea Breeze (cocktail)

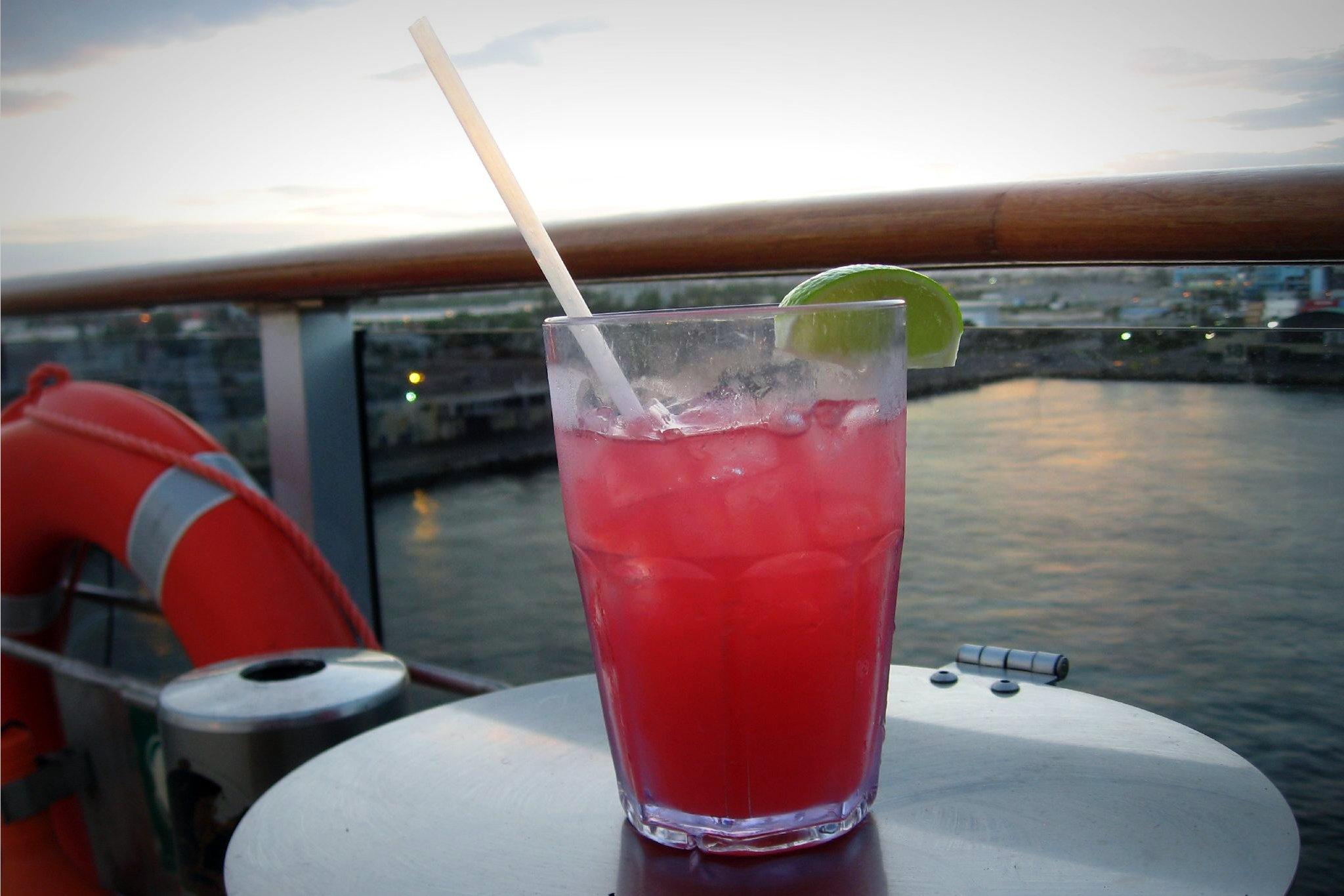
Sea Breeze

Sea Breeze is een cocktail met wodka, cranberrysap, grapefruitsap, limoen en gebroken ijs die vooral tijdens de zomermaanden genuttigd wordt. Sea Breeze staat op de lijst van IBA-cocktails.